# Janailhac
Janailhac ist eine französische Gemeinde in der Region Nouvelle-Aquitaine, im Département Haute-Vienne, im Arrondissement Limoges und im Kanton Saint-Yrieix-la-Perche. Die Bewohner nennen sich Janailhacois oder Janailhacoises.

## Geografie
In den Monts du Limousin, im Gemeindegebiet von Janailhac, entspringt der Fluss Isle. Die Nachbargemeinden sind Saint-Maurice-les-Brousses im Norden, Saint-Priest-Ligoure im Osten, La Roche-l’Abeille im Süden, La Meyze im Südwesten und Nexon im Nordwesten.

## Bevölkerungsentwicklung
| Jahr      | 1962 | 1968 | 1975 | 1982 | 1990 | 1999 | 2008 | 2018 |
| --------- | ---- | ---- | ---- | ---- | ---- | ---- | ---- | ---- |
| Einwohner | 517  | 486  | 423  | 394  | 363  | 387  | 451  | 532  |

## Sehenswürdigkeiten
- Kirche Saint-Yrieix-et-Saint-Eutrope aus dem 13./14. Jahrhundert, Monument historique seit 1987
- Turm „Tour de Mazet“ erbaut ab 1397 und im 15. Jahrhundert, seit 2003 Monument historique

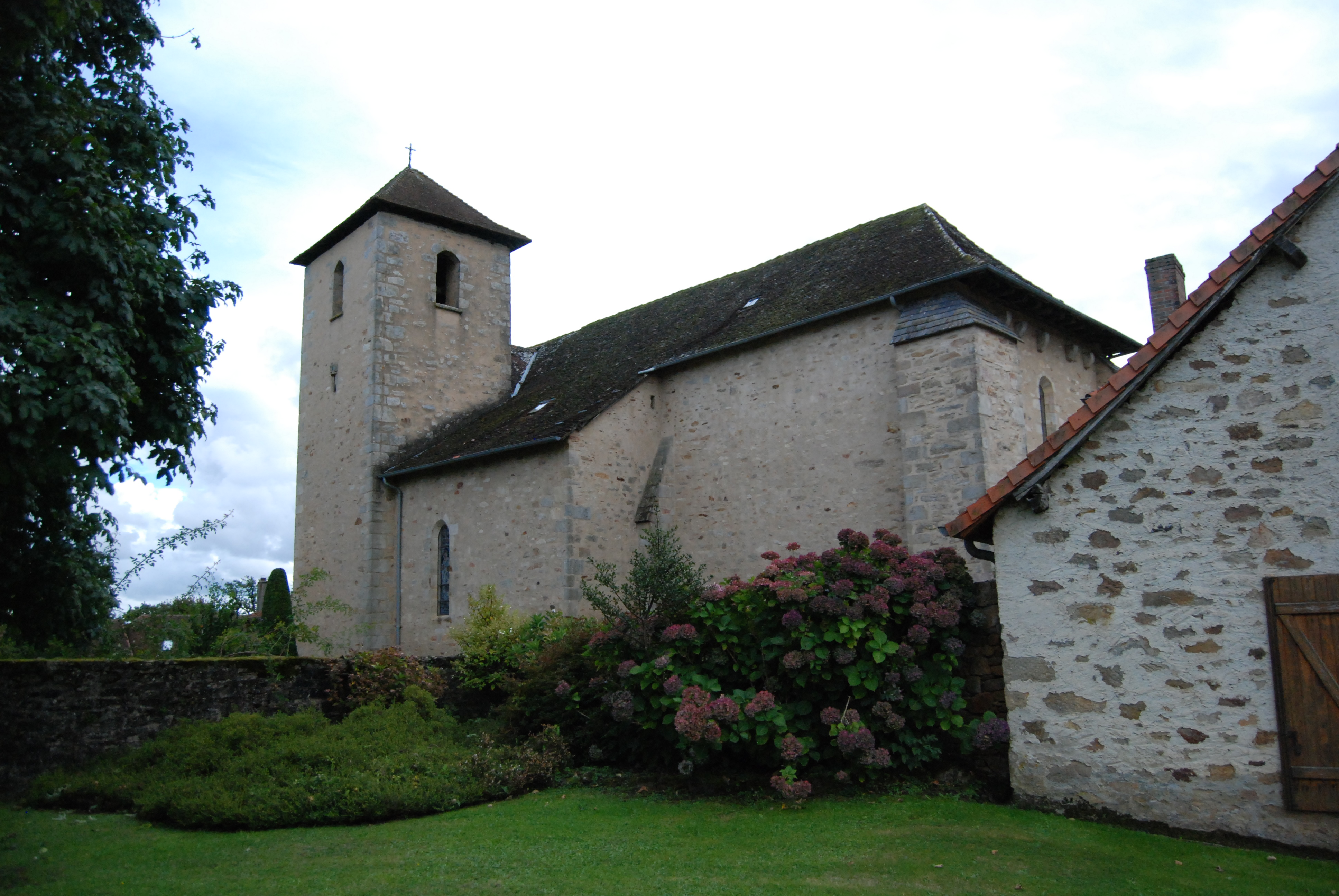
Kirche Saint-Yrieix-et-Saint-Eutrope